# 名古屋市立西部医療センター城西病院
名古屋市立西部医療センター城西病院（なごやしりつせいぶいりょうセンターじょうさいびょういん）は、愛知県名古屋市中村区にあった市立の病院である。
2011年（平成23年）3月をもって廃止された。

## 沿革
- 1936年（昭和11年）8月 - 名古屋市民病院（現・名古屋市立大学病院）の分院として開設[1]。
- 1943年（昭和18年）4月 - 名古屋市立城西病院として独立。
- 2008年（平成20年）4月 - 名古屋市立西部医療センター城西病院に改称。
- 2011年（平成23年）3月31日 - 市立病院としては廃止・閉院[2]。
- 2011年（平成23年）4月 - 病院運営を医療法人偕行会および医療法人朋寿会、社会福祉法人旭会で作るグループが名古屋市より譲受。譲受後、偕行会城西病院と介護老人保健施設、特別養護老人ホームが新たに建設された[3]。

## 診療科
民営化に伴い、新病院が完成する2012年（平成24年）3月までは内科のみの診療。2012年（平成24年）4月以降は内科のほか整形外科、眼科、人工透析内科を予定しており病床数は120床になる。
- 内科
- 小児科
- 泌尿器科
- 外科
- 整形外科
- 放射線科
- 眼科
- 皮膚科
- 産婦人科
- リハビリテーション科
- 歯科

## 施設認定
- 日本内科学会認定医制度教育関連病院
- 日本消化器内視鏡学会専門医制度認定指導施設
- 日本消化器病学会専門医制度認定施設
- 日本周産期新生児医学会新生児専門医暫定補完研修施設
- 日本消化器外科学会認定専門医修練施設
- 日本泌尿器科学会専門医基幹教育施設
- 日本産科婦人科学会専門医制度卒後研修指導施設
- 日本眼科学会専門医制度研修施設

## 交通アクセス
- 名古屋市営バス「城西病院前」停留所下車、徒歩ですぐ。
- 近鉄名古屋線 黄金駅・烏森駅から徒歩で約10分。